# Étoiles de Pau
Das Reitturnier Étoiles de Pau (französisch Sterne von Pau) ist ein  jährlich stattfindender Wettbewerb im Vielseitigkeitsreiten. Das Turnier wird in der südfranzösischen Stadt Pau ausgetragen und stellt den Abschluss der Vielseitigkeitssaison dar. Seit 2012 wird im Zusammenhang mit dem Vielseitigkeitsturnier auch ein internationales Fahrsport-Turnier durchgeführt.

## Turnier und Geschichte
Der Wettbewerb wird vom Weltreitverband FEI zu den weltweit sechs wichtigsten Turnieren, der Kategorie CCI 5*-L (bis 2018: CCI 4*), gerechnet. Die anderen Turnieren dieser Kategorie sind die Badminton Horse Trials, die Burghley Horse Trials, dem Kentucky Three-Day Event, der Australian International Three Day Event und die Luhmühlener Vielseitigkeit. von 2008 bis 2016 war der CCI von Pau Teil der Turnierserie FEI Classics.
Das Turnier wurde erstmals 1991 ausgetragen, zunächst als CCI 1*. Im Folgejahr wurde die Ausschreibung geändert, in den Folgejahren war das Turnier als CCI 2* ausgeschrieben. Im Jahr 2001 wurde in Pau die Europameisterschaft der Vielseitigkeitsreiter ausgetragen.
Nachdem das Turnier im Jahr 2002 als CCI 3* ausgeschrieben worden war, trug es 2003 und 2004 das Finale des  Vielseitigkeits-Weltcup aus. Ebenfalls ab 2003 wird neben dem Hauptwettbewerb auch eine zeitgleich stattfindende kleine Vielseitigkeit auf CIC 2*-Niveau ausgetragen. Nachdem die Hauptprüfung des Turniers 2005 als Weltcupprüfung (CIC 3*-W) ausgetragen worden war, wurde sie im Jahr 2006 wieder als CCI 3* durchgeführt (als Testturnier für die zukünftige CCI 4*-Ausschreibung). Mit dem Jahr 2007 wurde die Hauptprüfung in den Kreis der CCI 4*-Turniere aufgenommen. Mit der Änderung des Bezeichnungssystems für internationale Vielseitigkeiten zum Jahresbeginn 2019 wird der bisherige CCI 4* nun als CCI 5*-L betitelt.
Seit 2008 wird in Pau auch ein international ausgeschriebenes Fahrsportturnier durchgeführt. Dieses fand bis 2011 jeweils Ende Mai ausgetragen, von 2012 bis 2014 fand es jeweils eine Woche nach dem CCI 4* statt. Nachdem das Turnier 2011 erstmals 2011 das offizielle französische Turnier der Einspänner (CAIO 1) gewesen war, folgten in den Folgejahren auch die offiziellen französischen Turniere für Zweispänner und für Ponygespanne bis hin zum Pony-Vierspänner.
Im Jahr 2015 wurden die Fahrsportprüfungen erstmals zeitgleich mit dem Vielseitigkeitsturnier veranstaltet. Die Ponyprüfungen verschwanden aus dem Programm, dafür wurde erstmals der offizielle französische Turnier der Großpferde-Vierspänner (CAIO4*-H4) durchgeführt. Diese Prüfung war zugleich ein Qualifikationsturnier für den Vierspänner-Weltcup 2015/2016. Im Folgejahr wurde hier das französische Nationenpreisturnier der Großpferde-Zweispänner (CAIO4*-H2) ausgerichtet.
Das Jahr 2020 war ein besonderes für die Veranstaltung: Die Einspännerfahrer richteten hier ihre Weltmeisterschaft aus. Nachdem alle anderen 5*-Prüfungen aufgrund der COVID-19-Pandemie abgesagt worden waren, war Pau zudem das einzige CCI 5*-L der Vielseitigkeitsreiter im Jahr 2020.

## Siegerliste Vielseitigkeit (ab 2002)
| Jahr | Sieger Hauptprüfung                           | Sieger CIC**                               |
| ---- | --------------------------------------------- | ------------------------------------------ |
| 2002 | Pippa Funnell mit Cornerman                   |                                            |
| 2003 | Linda Algotsson mit Stand by me               | Piia Pantsu mit Trip Up                    |
| 2004 | Linda Algotsson mit Stand by me               | Eric Vigeanel mit Galaunay                 |
| 2005 | Karin Donckers mit Gazelle de la Brasserie CH | Karin Donckers mit Rose’s Merlin           |
| 2006 | Jean Teulère mit Espoir de la Mare            | Anouk Soulier mit Edenroz de Penvern       |
| 2007 | Nicolas Touzaint mit Hildago de l'Île         | Nicolas Touzaint mit Joker d'Helby         |
| 2008 | Bettina Hoy mit Ringwood Cockatoo             | Giovanni Ugolotti mit Matisse di Valmarina |
| 2009 | Dirk Schrade mit King Artus                   | Madelein Brugman mit Katmandu              |
| 2010 | Andreas Dibowski mit FRH Fantasia             | Fabrice Lucas mit Nero du Jardin           |
| 2011 | William Fox-Pitt mit Oslo                     | Andrew Nicholson mit Viscount George       |
| 2012 | Andrew Nicholson mit Nereo                    | Christopher Burton mit Graf Liberty        |
| 2013 | William Fox-Pitt mit Seacookie TSF            | François Lemiere mit Ogustin du Terroir    |
| 2014 | Ingrid Klimke mit Hale Bob                    | Arnaud Boiteau mit Sultan de la Motte      |
| 2015 | Astier Nicolas mit Piaf de b'Neville          | Cédric Lyard mit Titou                     |
| 2016 | Maxime Livio mit Qalao des Mers               | Aurelien Leroy mit Boyjoyce Chavannais     |
| 2017 | Gwendolen Fer mit Romantic Love               | Karin Donckers mit Jalapeno                |
| 2018 | Thibault Fournier mit Siniani de Lathus       | Gireg Le Coz mit Aisprit de la Loge        |
| 2019 | Tom McEwen mit Toledo de Kerser               | –                                          |
| 2020 | Laura Collett mit London                      | –                                          |

## Siegerliste Fahrsport (ab 2014)
| Jahr | Sieger Vierspänner (Großpferde)                                                          | Sieger Ein- bzw. Zweispänner (Großpferde)                                              | Sieger Nationenpreis                                                                         |
| ---- | ---------------------------------------------------------------------------------------- | -------------------------------------------------------------------------------------- | -------------------------------------------------------------------------------------------- |
| 2014 | CAI3*-H4: Benjamin Aillaud mit Bartok, Bly Plain's, Colin und Conkalina                  | CAI3*-H2: Michael Sellier mit Cane K und Zaron                                         | –                                                                                            |
| 2015 | CAIO4*-H4 WCupQ: Boyd Exell mit Zender, Carlos, Celviro, Zorro und Conversano Cselentano | CAI3*-H2: Frédéric Bousquet mit Wiseguy M und Zwart                                    | CAIO4*-H4 WCupQ: nur Frankreich war mit mehr als einem Fahrer am Start                       |
| 2016 | –                                                                                        | CAIO4*-H2: Miguel Ángel Gutiérrez Camarillo mit Encio, Flavio und Fidertraum           | CAIO4*-H2: Niederlande (Stan van Eijk, Harrie Verstappen, Ton Vreugdenhil jr.)               |
| 2017 | CAI2*-H4: Bernard Michel mit Carlos, Claas, Velaguez und Viktor                          | CAIO4*-H2: Francis Ballester Mallols mit Faraon Layge, General Layge und Iberico Layge | CAIO4*-H2: Frankreich (Frédéric Bousquet, Bernard Pouvreau, Stephane Toujas)                 |
| 2018 | –                                                                                        | CAIO4*-H1: Marion Vignaud mit First Quality                                            | –                                                                                            |
| 2019 | –                                                                                        | CAIO4*-H1: Laure Philippot mit Galen V                                                 | CAIO4*-H1: Frankreich (Fabrice Martin, Jean Michel Olive, Marion Vignaud)                    |
| 2020 | –                                                                                        | CH-M-A 1 (WM Einspänner): Saskia Siebers mit Axel                                      | CH-M-A 1 (WM Einspänner): Niederlande (Saskia Siebers, Rudolf Pestman, Frank van der Doelen) |